# Biotopo Lago Pudro
Il Biotopo Lago Pudro  è un'area naturale protetta del Trentino-Alto Adige istituita nel 1987.
Occupa una superficie di 12,88 ha nel comune di Pergine Valsugana, in Provincia autonoma di Trento.

## Storia

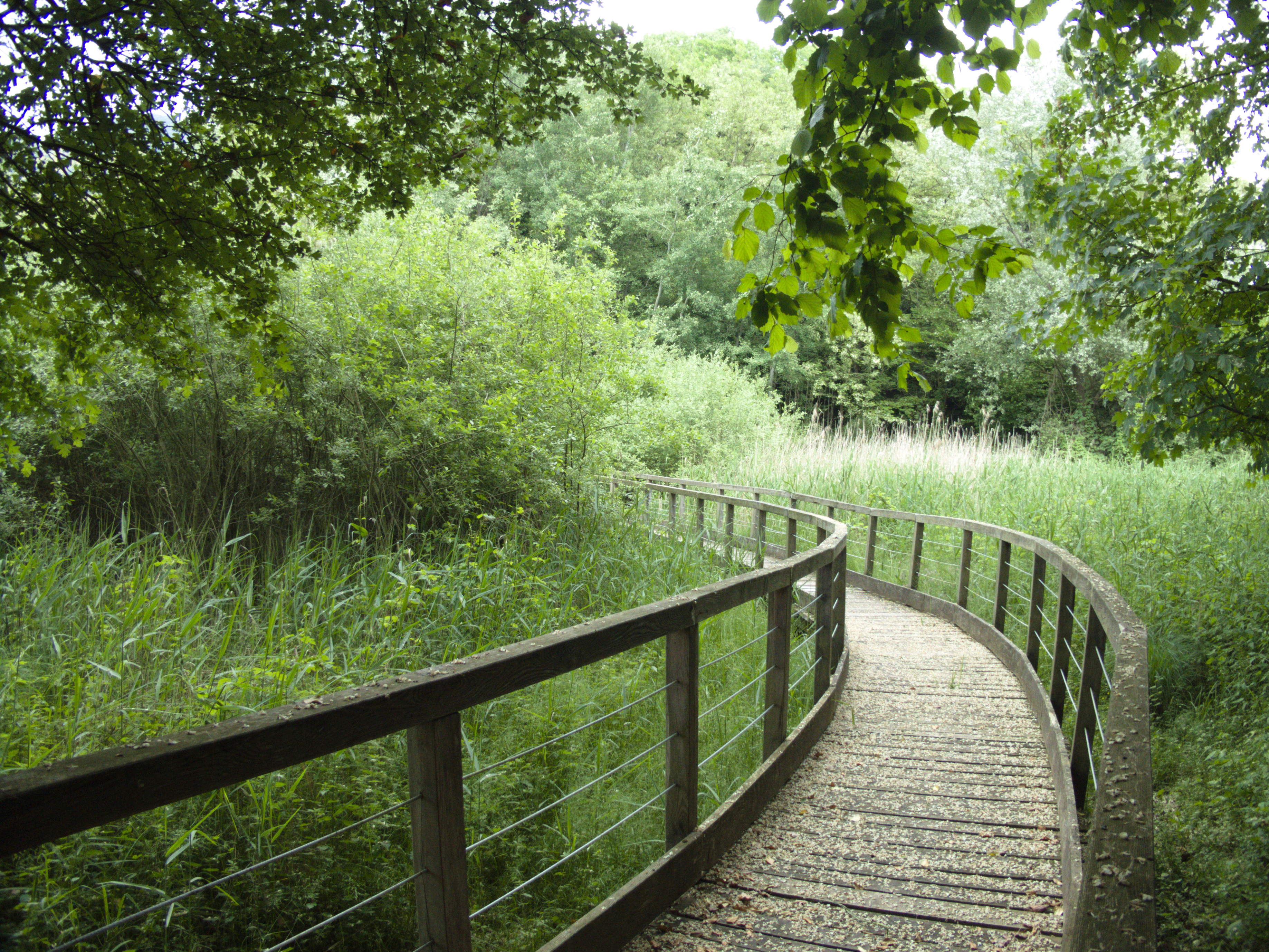
Passerella in legno nel biotopo

Come si evince dal nome, il Lago Pudro era originariamente un lago, poi trasformatosi in una torbiera per il progressivo depositarsi dei sedimenti sul fondo e dell'avanzare della vegetazione palustre; parte dello specchio d'acqua è stata ripristinata dall'estrazione industriale della torba, alterando l'ecosistema del luogo. L'area è stata dichiarata protetta, fermando quindi gli interventi estrattivi, il 23 ottobre 1987.

## Descrizione
Si tratta di un'area di circa 13 ettari, occupata per la maggior parte da un lago/torbiera situato a circa 1 km da Pergine Valsugana; è separato dal fondovalle di Pergine solo dal Doss del Zucàr, un rilievo di scarsa importanza.

## Fauna

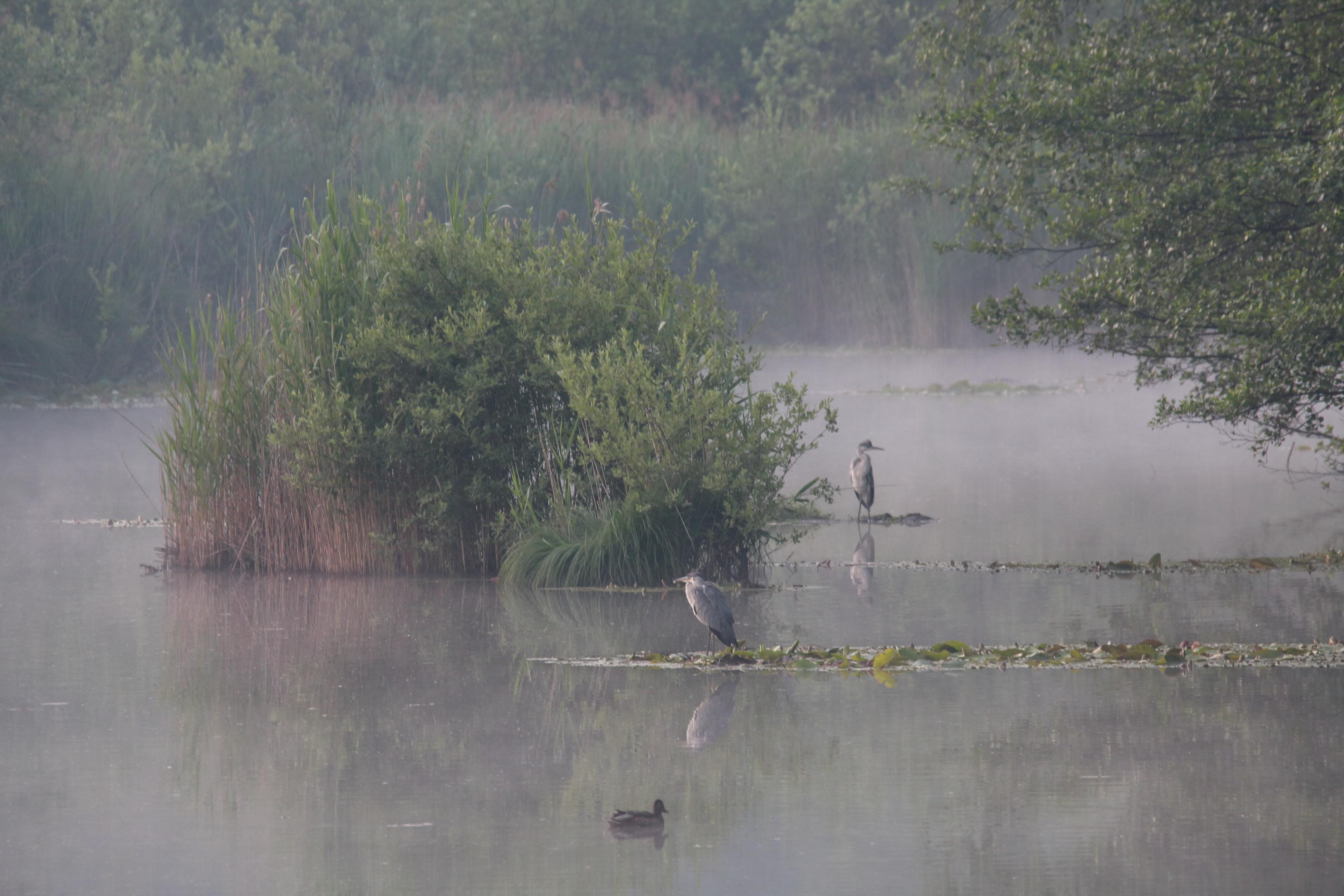
Esemplari di airone cenerino nel biotopo

Nel periodo estivo, il Lago Pudro è occupo da un gran numero di rane verdi (Pelophylax esculentus), il cui gracidio è molto ben udibile, oltre che da varie specie di uccelli, fra cui l'airone cenerino (Ardea cinerea), il martin pescatore (Alcedo atthis), il tarabusino (Ixobrychus minutus), il tuffetto (Tachybaptus ruficollis), il porciglione (Rallus aquaticus), oltre che varie specie di oche, anatre e uccelli di canna.

## Flora
Il Lago Pudro presentava, prima che cominciasse l'estrazione della torba, l'aggallato più grande del Trentino: si trattava di un "tappeto" di piante intrecciate galleggiante. La sua riduzione per mano umana ha comportato un aumento delle cannucce di palude (Phragmites australis) e del lamineto, composto prevalentemente da ninfee (Nymphaea alba); la parte costiera del lago è occupata da cariceti, oltre che dalle cannucce di palude, mentre l'ambiente circostante è un bosco igrofilo di ontano nero (Alnus glutinosa).
Più nel dettaglio, il biotopo ospita alcune specie importanti, fra cui le insettivore Drosera intermedia e Utricularia vulgaris, la Rhynchospora alba e la Carex diandra.